# متمم پنجم قانون اساسی ایالات متحده آمریکا

اصل منشور در اداره آرشیو ملی آمریکا

متمم پنجم قانون اساسی ایالات متحده آمریکا (به انگلیسی: Fifth Amendment to the United States Constitution) یکی از اصلاحیه‌های منشور حقوق ایالات متحده آمریکا است.
بر طبق این سند:
«هیچ شخصی به سبب ارتکاب جرم سنگین یا جرم نامعین مسئول شناخته نخواهد شد مگر بر اساس کیفرخواست یا اعلام جرم هیئت عالی منصفه، و مگر در موارد مربوط به نیروهای زمینی، دریایی یا نیروهای شبه نظامی مردمی که عملاً در حال خدمت در زمان جنگ یا خطر عمومی باشند. هیچ‌کس برای یک جرم دوبار به حبس یا اعدام محکوم نخواهد شد. هیچ‌کس در هیچ مورد کیفری به ادای شهادت علیه خود مجبور یا از زندگی آزاد و دارایی خویش بدون طی مراحل قانونی لازم محروم نخواهد شد. اموال خصوصی بدون پرداخت غرامت عادلانه مورد استفاده عمومی قرار نخواهد گرفت.»